# Mammillaria capensis
Mammillaria capensis är en kaktusväxtart som först beskrevs av H.E. Gates, och fick sitt nu gällande namn av R.T. Craig. Mammillaria capensis ingår i släktet Mammillaria och familjen kaktusväxter. Inga underarter finns listade i Catalogue of Life.